# Julius von Sachs
Julius von Sachs, född 2 oktober 1832 i Breslau, död 29 maj 1897 i Würzburg, var en tysk växtfysiolog. Han var far till affärsmannen Felix Sachs och bror till Simon Sachs.

## Biografi
Sachs växte upp i enkla förhållanden. Hans far var gravören Christian Gottlieb Sachs (död 1848) och hans mor var Maria Theresia Hofbauer (död 1849). Paret fick sju barn. Sachs blev docent i Prag 1857, professor i naturhistoria vid Poppelsdorfs lantbruksakademi 1861, i växtfysiologi där 1863, i botanik i Freiburg im Breisgau 1867 och i Würzburg 1868. Han var en nydanare inom växtfysiologin, framförallt genom införandet av experimentella metoder, för vilka han själv uppfann flera instrument. Under hans ledning blev Würzburgs fysiologiska institut det mest berömda, och dess publikationer "Arbeiten des botanischen Institutes in Würzburg" blev av det största gagn för vetenskapen.
De viktigaste föremålen för hans egna undersökningar var dels växternas tillväxt, rörelser, riktning och ställning under yttre krafters påverkan, dels också ämnesförflyttningen i groende frön och växter på olika stadier. Han undersökte även klorofyllkropparnas fysiologiska förhållanden och stärkelseproduktionen genom dem samt klargjorde cellernas anordning i växtkroppen. Hans läroböcker för den högre undervisningen var av största betydelse för den vetenskapliga botaniken. I Geschichte der Botanik (1875), en framställning av botanikens historia, begick han dock misstaget att nedvärdera Carl von Linnés vetenskapliga livsgärning, en följd av hans ensidigt fysiologiska synpunkt och otillräckliga källstudier.
Auktorsnamnet Sachs kan användas för Julius von Sachs i samband med ett vetenskapligt namn inom botaniken; se Wikipediaartiklar som länkar till auktorsnamnet.